# Championnat d'Amérique du Sud et centrale féminin de handball 2018
Navigation
Paraguay 2021
Le Championnat d'Amérique du Sud et centrale féminin de handball 2018 est la 1re édition de cette compétition qui réunit les meilleures équipes nationales de handball d'Amérique du Sud et d'Amérique centrale. Elle s'est déroulée du 29 au 4 décembre 2018 à Maceió au Brésil.
Le Brésil remporte cette édition devant l'Argentine, les deux équipes sont qualifiées pour le Championnat du monde 2019,.

## Classement final
La compétition est disputée sous la forme d'une poule unique :
|                                     | Équipe    | Pts | J | G | N | P | Bp  | Bc  | Diff |
| ----------------------------------- | --------- | --- | - | - | - | - | --- | --- | ---- |
| Médaille d'or, Amérique du Sud      | Brésil    | 8   | 4 | 4 | 0 | 0 | 131 | 54  | 77   |
| Médaille d'argent, Amérique du Sud  | Argentine | 6   | 4 | 3 | 0 | 1 | 108 | 92  | 16   |
| Médaille de bronze, Amérique du Sud | Paraguay  | 2   | 4 | 1 | 0 | 3 | 97  | 116 | -19  |
| 4                                   | Chili     | 2   | 4 | 1 | 0 | 3 | 71  | 116 | -45  |
| 5                                   | Uruguay   | 2   | 4 | 1 | 0 | 3 | 80  | 109 | -29  |

Le Paraguay termine troisième à la différence de buts particulière : +6 pour le Paraguay, -2 pour le Chili et -4 pour l'Uruguay.

## Matchs
| 29 novembre 2018 17h00 | Argentine        | 28 – 26   | Paraguay     | Sesi Trapiche, Maceió Affluence : 100 Arbitrage : Lemos, Sosa |
| 29 novembre 2018 17h00 | Mendoza, Pizzo 6 | (16 - 16) | Fernández 10 | Sesi Trapiche, Maceió Affluence : 100 Arbitrage : Lemos, Sosa |
| 29 novembre 2018 17h00 | ×5 ×3 ×1         | Rapport   | ×1 ×4 ×1     | Sesi Trapiche, Maceió Affluence : 100 Arbitrage : Lemos, Sosa |

| 29 novembre 2018 19h00 | Chili    | 24 – 19 | Uruguay | Sesi Trapiche, Maceió |
| 29 novembre 2018 19h00 | (13 - 9) |         |         | Sesi Trapiche, Maceió |

| 30 novembre 2018 17h00 | Chili    | 21 – 28 | Paraguay | Sesi Trapiche, Maceió |
| 30 novembre 2018 17h00 | (9 - 12) |         |          | Sesi Trapiche, Maceió |

| 30 novembre 2018 19h00 | Brésil   | 28 – 9 | Uruguay | Sesi Trapiche, Maceió |
| 30 novembre 2018 19h00 | (11 - 2) |        |         | Sesi Trapiche, Maceió |

| 1er décembre 2018 17h00 | Uruguay    | 25 – 31   | Argentine        | Sesi Trapiche, Maceió Affluence : 400 Arbitrage : Marques, Magalhães |
| 1er décembre 2018 17h00 | Barreiro 7 | (10 - 16) | Casasola, Cavo 5 | Sesi Trapiche, Maceió Affluence : 400 Arbitrage : Marques, Magalhães |
| 1er décembre 2018 17h00 | ×1 ×3      | Rapport   | ×2 ×3            | Sesi Trapiche, Maceió Affluence : 400 Arbitrage : Marques, Magalhães |

| 1er décembre 2018 19h00 | Brésil   | 39 – 9 | Chili | Sesi Trapiche, Maceió |
| 1er décembre 2018 19h00 | (16 - 6) |        |       | Sesi Trapiche, Maceió |

| 3 décembre 2018 17h00 | Argentine | 30 – 17  | Chili    | Sesi Trapiche, Maceió Affluence : 350 Arbitrage : Lemos, Sosa |
| 3 décembre 2018 17h00 | Cavo 5    | (12 - 8) | Flores 4 | Sesi Trapiche, Maceió Affluence : 350 Arbitrage : Lemos, Sosa |
| 3 décembre 2018 17h00 | ×2 ×1     | Rapport  | ×2 ×4    | Sesi Trapiche, Maceió Affluence : 350 Arbitrage : Lemos, Sosa |

| 3 décembre 2018 19h00 | Brésil   | 40 – 17 | Paraguay | Sesi Trapiche, Maceió |
| 3 décembre 2018 19h00 | (18 - 7) |         |          | Sesi Trapiche, Maceió |

| 4 décembre 2018 17h00 | Paraguay  | 26 – 27 | Uruguay | Sesi Trapiche, Maceió |
| 4 décembre 2018 17h00 | (12 - 11) |         |         | Sesi Trapiche, Maceió |

| 4 décembre 2018 19h00 | Brésil  | 24 – 19   | Argentine | Sesi Trapiche, Maceió Affluence : 3 500 Arbitrage : Lemos, Sosa |
| 4 décembre 2018 19h00 | Costa 6 | (15 - 10) | Mendoza 6 | Sesi Trapiche, Maceió Affluence : 3 500 Arbitrage : Lemos, Sosa |
| 4 décembre 2018 19h00 | ×2 ×3   | Rapport   | ×1        | Sesi Trapiche, Maceió Affluence : 3 500 Arbitrage : Lemos, Sosa |